# Peyton Reed

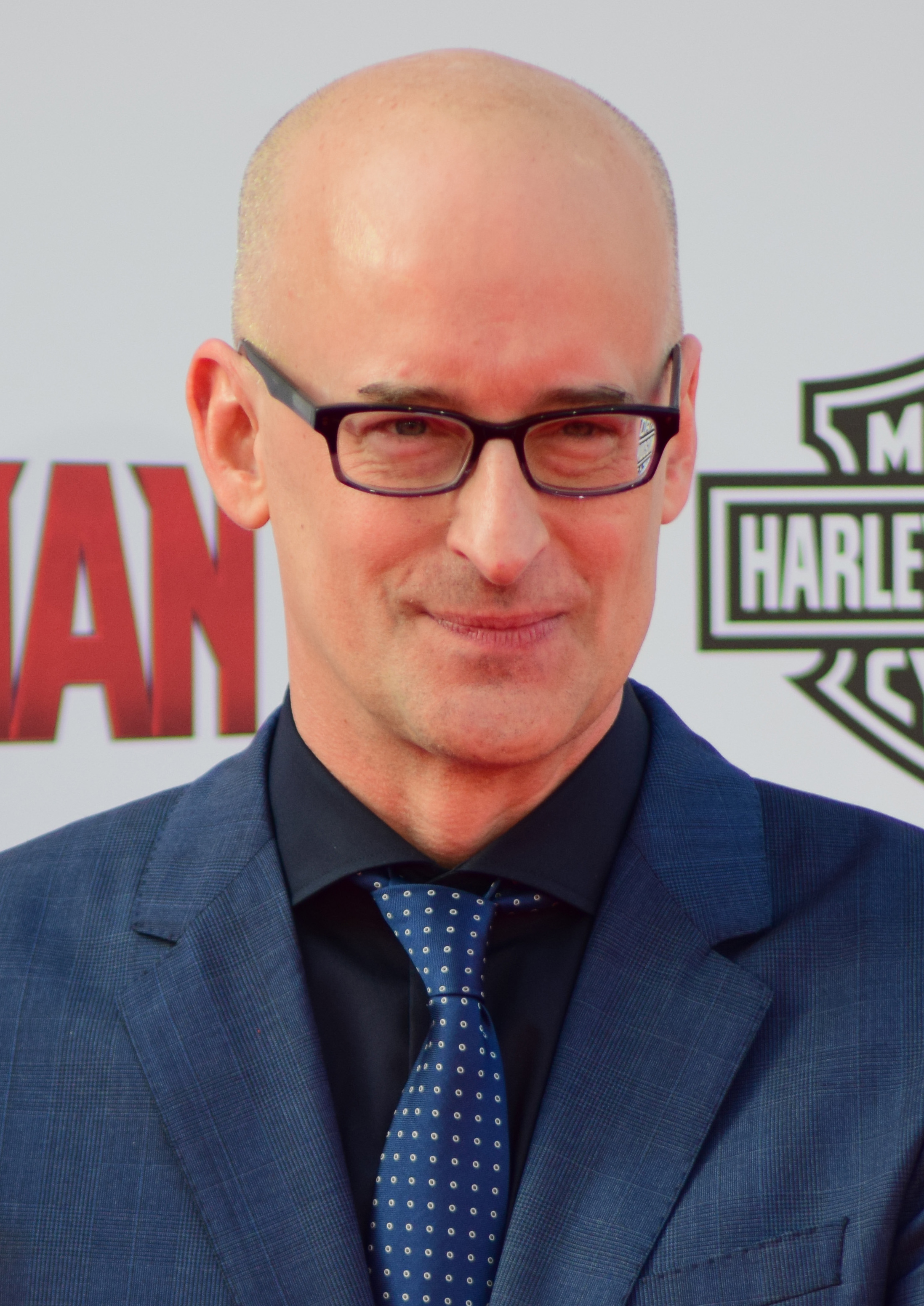
Peyton Reed bei der Filmpremiere von Ant-Man im Juni 2015

Peyton Reed (* 3. Juli 1964 in Raleigh, North Carolina) ist ein US-amerikanischer Filmregisseur.

## Leben und Wirken
Sein Debüt als Regisseur gab Reed 1989 mit dem Kurzfilm Almost Beat, für den er auch als Drehbuchautor tätig war. Daran anschließend arbeitete er für das Fernsehen, inszenierte einige Fernsehfilme und drehte Episoden von Serien wie The Weird Al Show. 1997 inszenierte er den Fernsehfilm Ein toller Käfer kehrt zurück.
Im Jahr 2000 entstand mit Girls United sein erster Kinofilm. 2003 drehte er Down with Love – Zum Teufel mit der Liebe!, gefolgt von Trennung mit Hindernissen (2006) und Der Ja-Sager aus dem Jahr 2008 mit Jim Carrey in der Hauptrolle. Seither arbeitete er wieder hauptsächlich für das Fernsehen.
Am 7. Juni 2014 wurde bekannt, dass Reed bei der Marvel-Comicverfilmung Ant-Man die Regie übernehmen wird. Der Film ist als Teil des Marvel Cinematic Universe angelegt. Auch die im Juli 2018 erschienene Fortsetzung Ant-Man and the Wasp wurde von Reed inszeniert. 2023 folgte Ant-Man and the Wasp: Quantumania.

## Filmografie (Auswahl)
- 1989: Almost Beat (Kurzfilm)
- 1994: Die Welt des Forrest Gump (Through the Eyes of Forrest Gump, Fernsehfilm)
- 1995: Dexter Riley – Total verkabelt und nichts begriffen (The Computer Wore Tennis Shoes, Fernsehfilm)
- 1997: Ein toller Käfer kehrt zurück (The Love Bug, Fernsehfilm)
- 1997: The Weird Al Show (Fernsehserie, 13 Episoden)
- 2000: Girls United (Bring It On)
- 2001: Bad Haircut (Fernsehfilm)
- 2003: Down with Love – Zum Teufel mit der Liebe! (Down with Love)
- 2006: Trennung mit Hindernissen (The Break-Up)
- 2008: Der Ja-Sager (Yes Man)
- 2011: Gregory Brothers (Fernsehfilm)
- 2011–2012: New Girl (Fernsehserie, 3 Episoden)
- 2013: To My Future Assistant (Fernsehfilm)
- 2015: Ant-Man
- 2015: Ellen More or Less (Fernsehfilm)
- 2018: Ant-Man and the Wasp
- 2020: The Mandalorian (Fernsehserie, 2 Episoden)
- 2023: Ant-Man and the Wasp: Quantumania